# Schreberovy zahrádky
Schreberovy zahrádky je označení parku v brněnské městské části Brno-sever. Park o rozloze 2,4 ha leží v katastrálním území Černá Pole na přibližném trojúhelníku mezi ulicemi Lesnická, Jugoslávská a Volejníkova. 
Park se rozkládá na bývalém hřbitově, ležícím původně na východní hranici bývalého katastrálního území Dolní a Horní Cejl u někdejšího klínu katastrálního území Královo Pole. Hřbitov sem byl přenesen v roce 1853 od dnešní Vranovské ulice, kde se zábrdovický hřbitov nacházel od roku 1783. Po svém zrušení byl hřbitov v roce 1907 postupně přeměněn ve vůbec první zahrádkářskou kolonii na území tehdejšího Rakouska-Uherska, pojmenovanou po ortopedovi MUDr. D. G. M. Schreberovi, který prosazoval léčbu svých pacientů pobytem na čerstvém vzduchu. Na přelomu 50. a 60. let 20. století byla provedena celková rekonstrukce a bývalé zahrádky byly přeměněny v park. Před rokem 1989 nesl jméno Julia Fučíka a ve špici na křižovatce ulic Lesnická a Jugoslávská stával Fučíkův pomník. Po pádu komunismu se parku vrátilo původní jméno.
V 70. letech 20. století bylo v parku vybudováno dětské hřiště, které bylo při svojí obnově v 90. letech vybaveno dřevěnými průlezkami. Od října 2006 do května 2007 probíhala obnova parku. Po celou dobu svojí existence je park často využíván k odpočinku obyvateli z celých Černých Polí.